# Louis Baralis

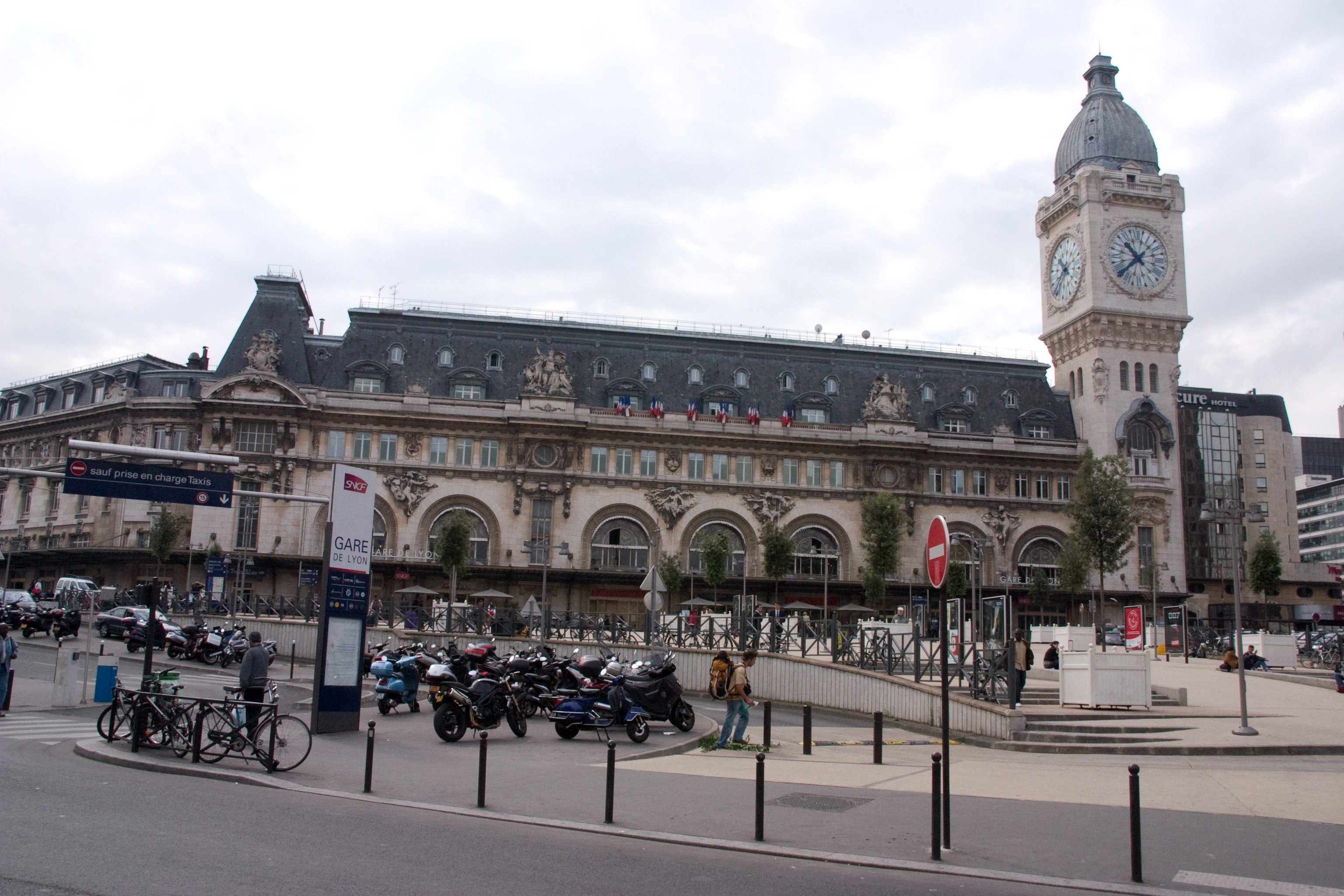
Fachada de la Gare de París-Lyon, en la segunda planta y de izquierda a derecha, la Mecánica de L. Baralis, la Navegación y el Vapor de Félix Charpentier y la Electricidad de Paul Gasq.

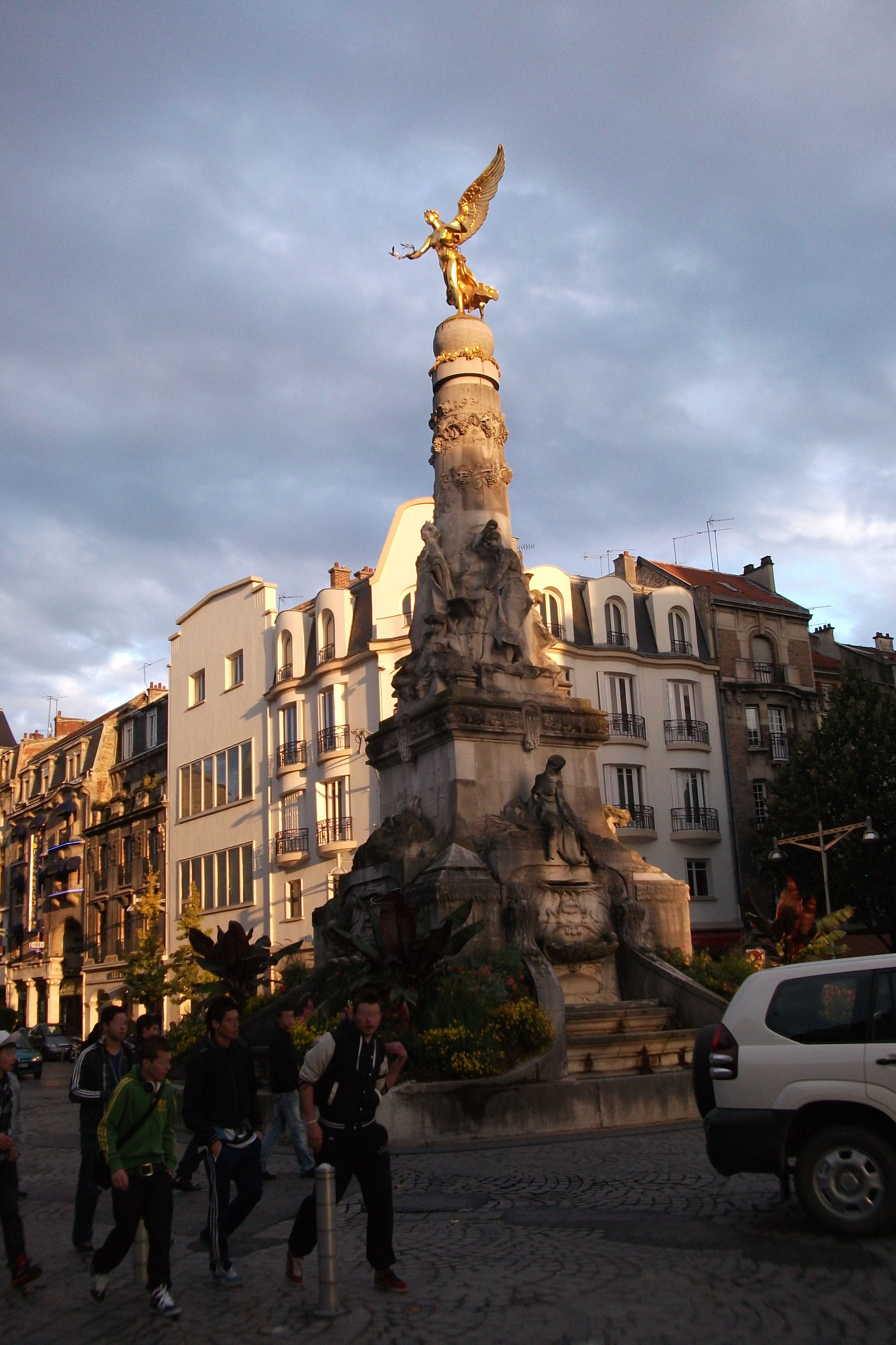
La fuente Subé de Reims.

Louis-Augustin Baralis (1862-1940) fue un escultor francés. En torno a 1900, produjo esculturas decorativas en el estilo Modernista.

## Datos biográficos
Louis-Augustin Baralis fue alumno de la Escuela nacional superior de Bellas Artes de París. En esta institución se conserva un relieve titulado Ulises en el palacio de Alcínoo (Ulysse dans le palais d'Alcinoos), que realizó durante su etapa como alumno. ·
Participó en el salón anual de 1894, organizado por la Sociedad de artistas franceses, en el Palais des Champs-Elysées de París. Presentó la obra titulada "Un sauvetage" (Salvamento), grupo escultórico de yeso, con el número de registro 2724. Retrata a un perro sacando de las aguas a un ahogado. El artista fue premiado con una bolsa de viaje por esta obra.

## Obras
Entre las obras realizadas por Louis Baralis destacan:
- 1898, esculturas decorativas de dos de los nueve óculos del hotel de pasajeros Élysée-Palace  (del francés: Élysée-Palace hôtel), en la avenida de los Campos Eliseos de París.[4] 48°52′18″N 2°17′58″E / 48.87167, 2.29944

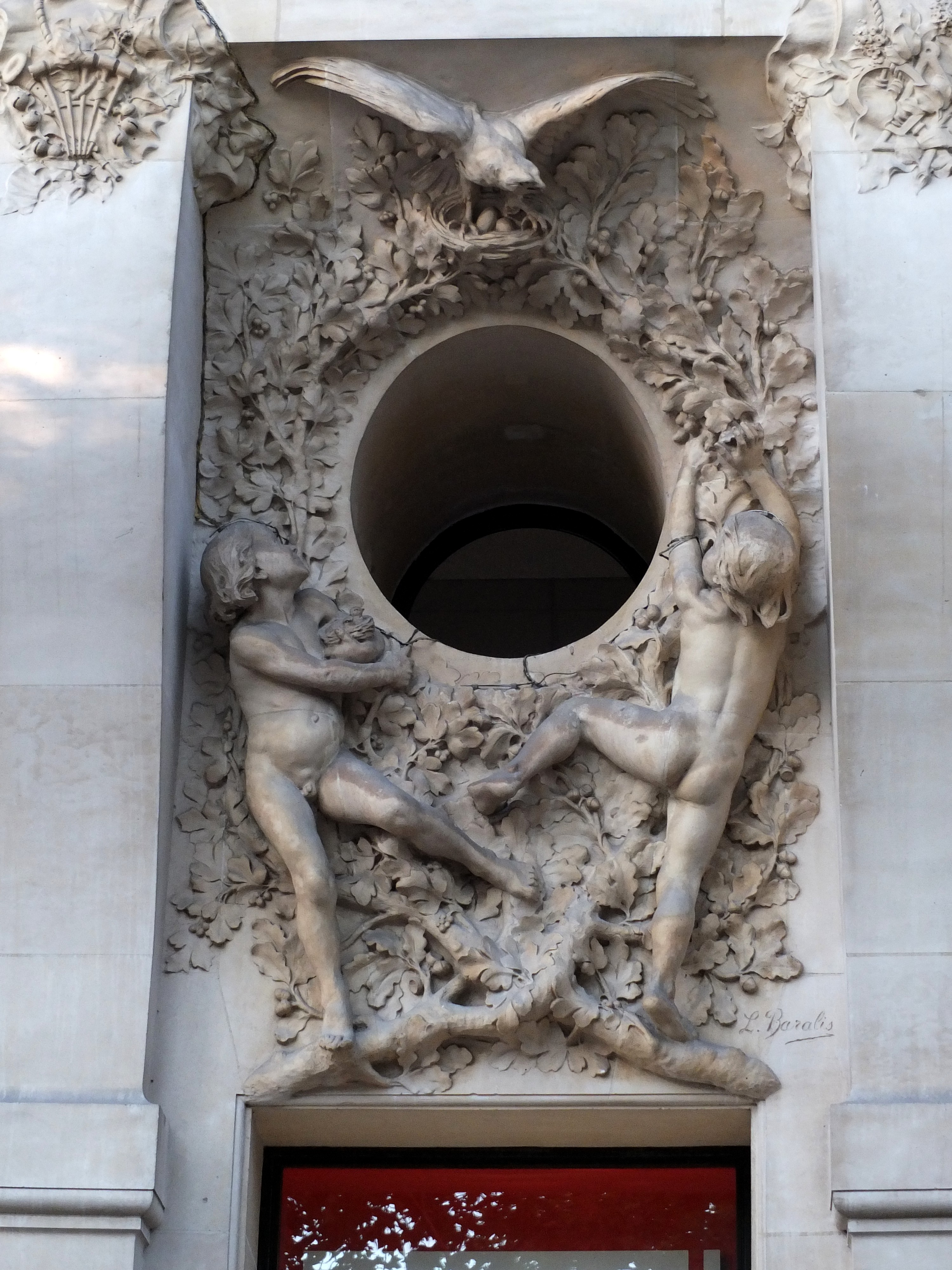
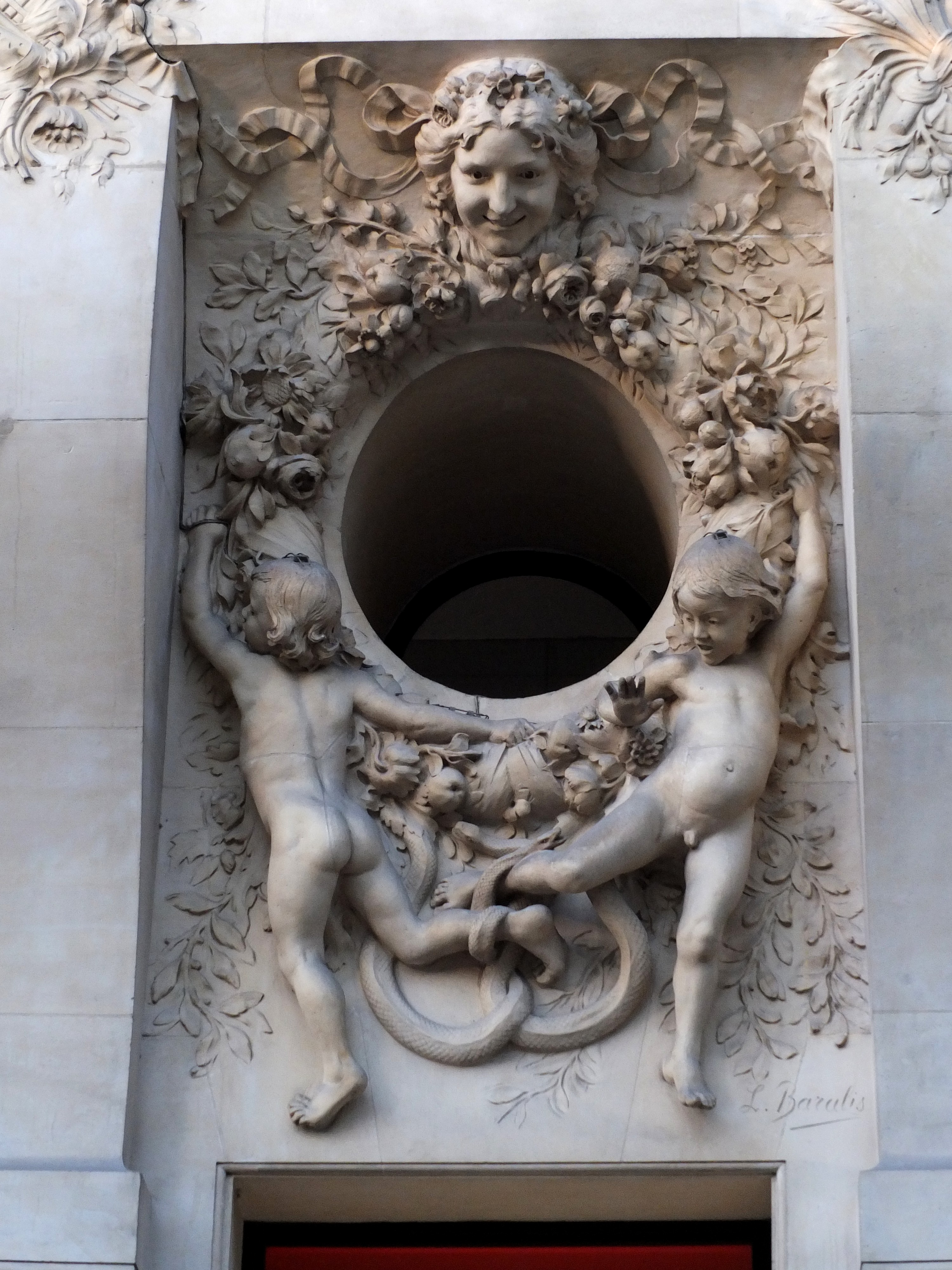

Pulsar sobre la imagen para ampliar. 
- La Mécanique, con la figura alegórica en relieve, en la fachada de la gare de Lyon, sobre la plaza peatonal Louis Armand de París.[5] 48°50′42″N 2°22′22″E / 48.84500, 2.37278

- Entre 1904 y 1906, Louis Baralis participó junto a Paul Gasq, Paul Auban y el decorador Charles Wary en la ornamentación de la fuente Subé en la Place Drouet d'Erlon de Reims (del francés: Fontaine Subé).

- Monumento a los muertos dedicado a los infantes de Loire-Inférieure caídos durante la Guerra franco-prusiana de 1870, con esculturas de Georges Bareau,  Charles-Auguste Lebourg, Henri Émile Allouard y Louis-Auguste Baralis) - instalado en la Place Duchesse-Anne de Nantes. 47°13′2″N 1°32′53″O / 47.21722, -1.54806

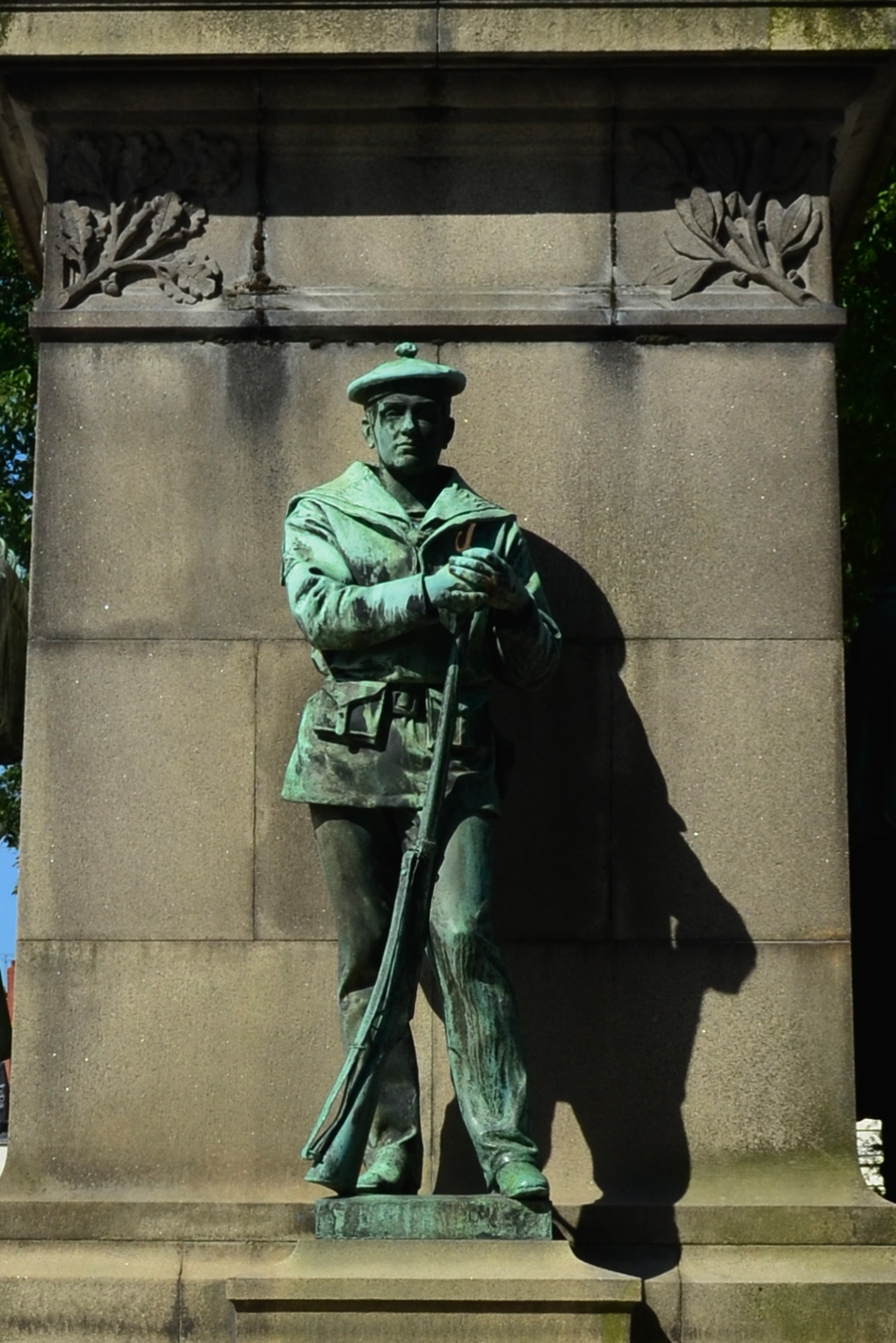
El Marino, de Baralis
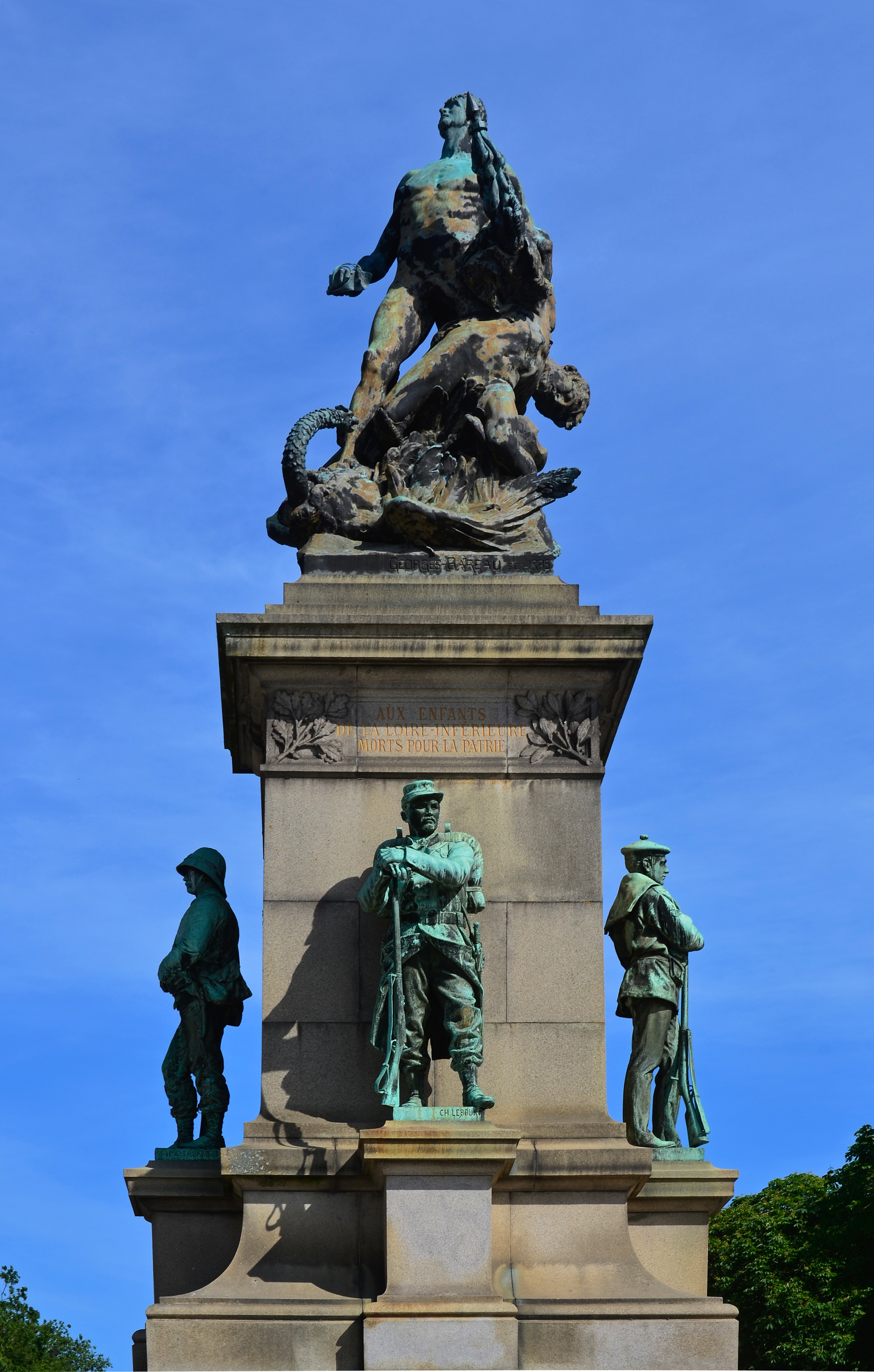
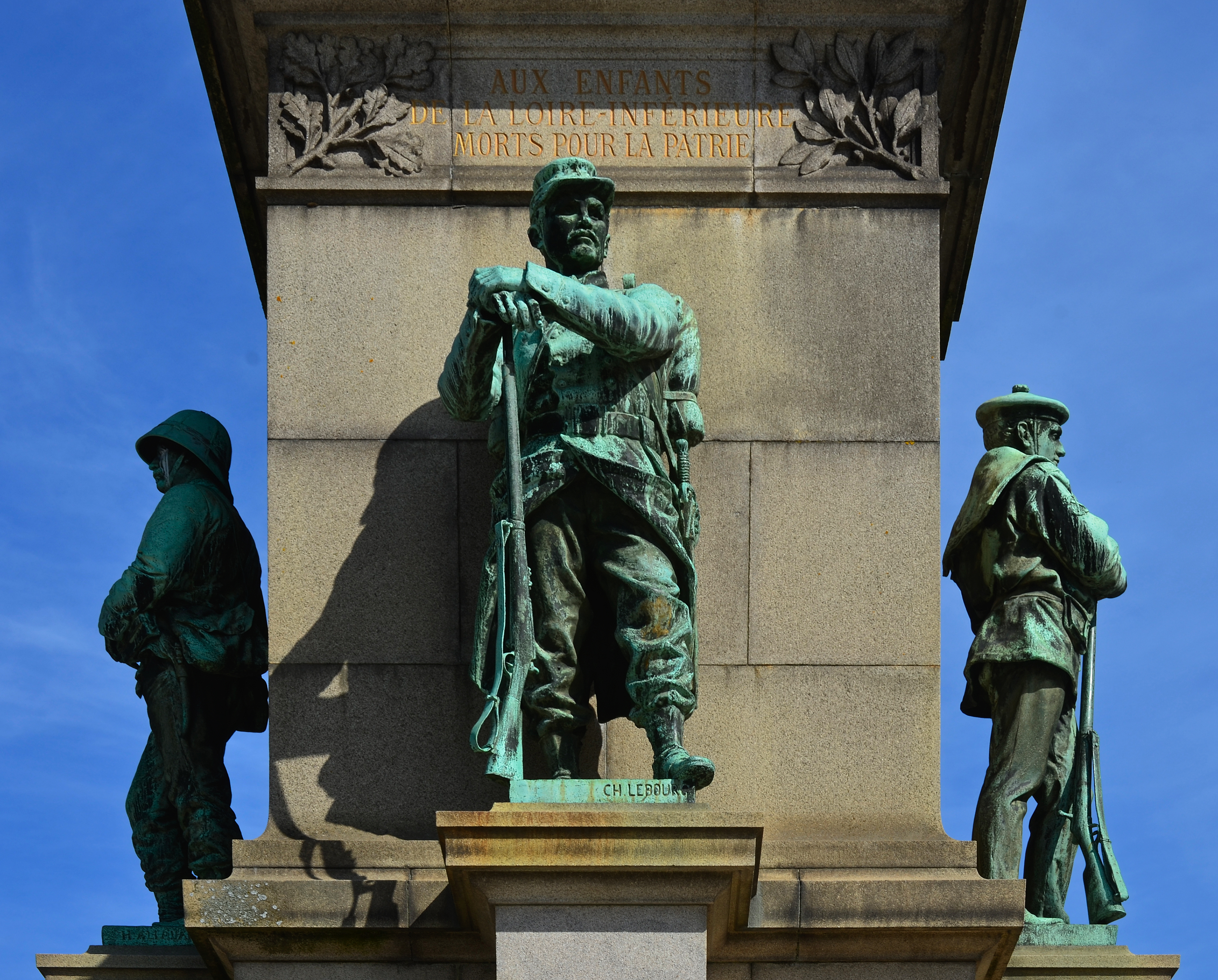

 Pulsar sobre la imagen para ampliar. 